# Parafia Nawiedzenia Najświętszej Maryi Panny i św. Stanisława Biskupa i Męczennika w Tuchowie
Parafia pw. Nawiedzenia Najświętszej Maryi Panny i św. Stanisława Biskupa i Męczennika w Tuchowie – parafia rzymskokatolicka znajdująca się w diecezji tarnowskiej w dekanacie Tuchów. Jest to druga parafia w mieście. Została erygowana w 1951 przy klasztorze Redemptorystów.

## Proboszczowie
- o. Bogusław Augustowski CSsR (2011–2023)
- o. Grzegorz Gut CSsR (od 29 czerwca 2023)[1]